# Светско првенство у фудбалу 2006.
Светско првенство у фудбалу 2006. (службени назив: 2006 FIFA World Cup Germany™) је било 18. светско фудбалско првенство које се одржало у Немачкој од 9. јуна до 9. јула 2006. године. Титулу је освојила репрезентација Италије победивши репрезентацију Француске са 5-3 после извођења пенала, након регуларног дела резултат је гласио 1-1. Репрезентација Немачке је освојила треће, а репрезентација Португалије четврто место.
Јуна 2000. године Немачка је на избору за домаћина победила у конкуренцији са Енглеском, Бразилом, Мароком и Јужном Африком (која ће бити домаћин наредног првенства 2010.).
Главни организатор првенства је била светска фудбалска федерација ФИФА. У квалификацијама за то светско првенство учествовало је 198 репрезентација, од којих су 32 учествовале на завршном турниру. Квалификације су трајале од септембра 2004. до новембра 2005. Од свих репрезентација које су се квалификовале на завршни турнир првенства само се репрезентација Немачке аутоматски квалификовала као домаћин првенства. Ово првенство се разликовало од свих претходних првенстава. У овом случају тадашњи светски првак репрезентација Бразила није била директно квалификована. Она је морала, као и друге репрезентације, да се квалификује како би одбранила титулу светског првака. По први пут на светском првенству су се појавиле и репрезентације Анголе, Гане, Обале Слоноваче, Тога, Тринидада и Тобага и Украјине.

## Домаћин првенства
7. јула 2000. у Цириху се сазнало ко ће бити домаћин светског првенства у фудбалу 2006. Немачка је победила са једним гласом више, испред Јужне Африке (која ће бити домаћин наредног првенства 2010.).
Кандидати су били:
- Бразил
- Енглеска
- Немачка
- Мароко
- Јужна Африка

| Држава         | Глас | Глас | Глас |
| Држава         | 1    | 2    | 3    |
| -------------- | ---- | ---- | ---- |
| Немачка        | 10   | 11   | 12   |
| Јужна Африка   | 6    | 11   | 11   |
| Енглеска       | 5    | 2    | 0    |
| Мароко         | 2    | 0    | 0    |
| Бразил         | 0    | 0    | 0    |
| Укупно гласова | 23   | 24   | 23   |

## Квалификације
Укупно 198 репрезентација света је учествовало у квалификацијама за ово светско првенство у фудбалу. Домаћин Немачка је била аутоматски квалификована. Остале репрезентација су се квалификовале по континенталним такмичењима: 13 репрезентације из УЕФА зоне (Европа), 5 из КАФ зоне (Африка), 4 из КОНМЕБОЛ зоне (Јужна Америка), 4 из АФК (Азија) и 3 репрезентације из КОНКАКАФ зоне (Северна Америка, Средња Америка и Кариби). Последња 2 места су добијали победници из меча АФК против КОНКАКАФ и КОМНЕБОЛ против ОКФ (Аустралија).
Репрезентације Анголе, Гане, Обале Слоноваче, Тога, Тринидада и Тобагоа, Украјине и Чешке Републике су се први пут појавиле на светком фудбалском првенству. Чешка и Украјина су биле раније квалификоване као независне државе, Чешка од Чехословачке и Украјина од СССР, а последњи пут су играли заједно на СП у фудбалу 1990.
Следећи тимови су обезбедили учешће на првенству:
| Азија (4) - Иран - Јапан - Јужна Кореја - Саудијска Арабија Африка (5) - Ангола - Гана - Обала Слоноваче - Того - Тунис | Северна Америка, Средња Америка и Кариби (4) - Костарика - Мексико - Сједињене Државе - Тринидад и Тобаго Јужна Америка (4) - Аргентина - Бразил - Еквадор - Парагвај Океанија (1) - Аустралија | Европа (14) - Енглеска - Италија - Немачка (домаћин) - Пољска - Португал - Србија и Црна Гора - Украјина - Француска - Холандија - Хрватска - Чешка - Швајцарска - Шведска - Шпанија |

## Преглед турнира

### Преглед
Светско првенство је почело 9. јуна са 32 репрезентације које су се такмичиле у првом кругу мечева у одвојеним групама. Било је осам група са по 4 репрезентације. Унутар групе су играле свака са сваком репрезентацијом по једном, што је укупно шест утакмица по групи. У други круг такмичења су се квалификовале по две првопласиране екипе из сваке групе. Други круг је почео 24. јуна. На турниру су одигране укупно 64 утакмице.

#### Оцењивање
Иако Немачка репрезентација није успела освојити турнир, турнир је био веома успешан. Стадиони и систем транспорта били су А-класе.

#### Бројеви
Немац Мирослав Клозе освојио је, са 5 голова, златну копачку као најбољи стрелац првенства. Друго место је добио Аргентинац Ернан Креспо са 3 гола. Ниједан играч шампиона Италије није дао више од 2 гола на турниру, али је зато 10 различитих фудбалера постигло поготке.
Први пут у историји светског првенства у фудбалу Филип Лам је постигао први гол на турниру као одбрамбени играч, а последњи гол првенства је постигао Марко Матераци такође италијански одбрамбени играч.

#### Картони
Додељено је 245 жутих и 28 црвених картона. У току плеј-оф утакмице између Португала и Холандије додељено је 16 жутих и 4 црвена картона, шта је значило да је нови рекорд у картонима на светском првенству постављен.

### Пут до финала
Италија је стигла до финала са јаком одбраном, против репрезентације Аустралије Италијани су победили након пенала, који је досуђен у 95. минуту за чију је реализацију био задужен Франческо Тоти. У четвртфиналу Италија је савладала Украјину са убедљивих 3:0. Голове су постигли Ђанлука Замброта и Лука Тони који се два пута уписао у листу стрелаца. У полуфиналу Италија је савладала домаћина Немачку са 2 према 0 након продужетака. Голове су постигли Алесандро дел Пјеро и Фабио Гросо.
Француска није имала лаке утакмице у плеј-оф фази, првенствено због тога што су морали да играју против тадашњег шампиона репрезентације Бразила које су успешно савладали. У полу-финалу Французи су савладали Португал са 1 према 0 након извођења пенала, гол је постигао Зинедин Зидан.
У утакмици за треће место, Немачка је савладала Португал са резултатом 3:1.
Финале је одиграно 9. јула 2006. на олимпијским стадиону у Берлину. Италија и њен тренер Марчело Липи победили су Француску после пенала и освојили своју четврту титулу светског шампиона у фудбалу.

### Финале
Репрезентација Италије по четврти пут је постала шампион планете победом над селекцијом Француске након пенала (5:3) у финалу светског првенства у Немачкој. У регуларном делу утакмице резултат је био нерешен - 1:1, а са беле тачке једини непрецизан био је Давид Трезеге, док су код „азура“ сва петорица фудбалера постигла погодак. Последњи ударац, који је донео велики тријумф екипи Марчела Липија, извео је Фабио Гросо и донео Италији златни пехар након 24 године.
Пре извођења пенала Француска је остала са играчем мање на терену, након што је у 110. минуту један од њених најбољих играча, Зинедин Зидан добио црвени картон. Капитен „триколора“ је главом ударио дефанзивца Италије Марка Матерација и тако се, праћен звиждуцима већине навијача на стадиону у Берлину, опростио од активног играња фудбала.
Покушај Зидана да мајсторијом са беле тачке савлада Буфона умало се није обио о главу „триколорима“ јер је лопта, која је погодила пречку, једва прешла гол-линију. Након гола мање, Италијани су прешли у офанзиву. Офанзива се исплатила већ у 19. минуту, када је кривац за пенал Француза, Матераци, после корнера Андреа Пирла савладао Бартеза, голмана француске селекције.
Међутим, то је било све што се тиче голова у регуларном делу утакмице, па су шампиона планете по други пут у историји светских првенства морали да одлуче пенали, а за разлику од светског првенства у фудбалу 1994. године, када су елиминисани од репрезентације Бразила, Италијани су овог пута имали више среће.

## Жреб
Жреб је одржан у Лајпцигу, 9. децембра 2005. године.
| Шешир А                                                                             | Шешир Б                                                                            | Шешир Ц                                                                              | Шешир Д                                                                                              |
| ----------------------------------------------------------------------------------- | ---------------------------------------------------------------------------------- | ------------------------------------------------------------------------------------ | --- |
| Аргентина · Бразил · Енглеска · Француска · Немачка · Италија · Мексико · Шпанија · | Ангола · Аустралија · Обала Слоноваче · Еквадор · Гана · Парагвај · Того · Тунис · | Хрватска · Чешка · Холандија · Пољска · Португал · Швајцарска · Шведска · Украјина · | Костарика · Иран · Јапан · Јужна Кореја · Саудијска Арабија · Тринидад и Тобаго · Сједињене Државе · |
| Специјални шешир                                                                    |                                                                                    |                                                                                      | |
| Србија и Црна Гора                                                                  |                                                                                    |                                                                                      | |

## Списак тимова
Свака репрезентација је морала да позове максимално 23 играча и једног тренера за стручни штаб. Сваки тим је, ФИФИ, морао до маја 2006. да преда свој списак.

## Судије
ФИФА је од поново изабрала 23 од постојећа 44 делегата. Италијан Масимо Де Сантис је због учешћа у фудбалском скандалу у Италији избачен са списка, такође Јамајканац Петер Прендергаст је повредио колено и вратио се назад кући.
| Аустралија - Марк Шилд Африка - Кофи Кођија - Есам Абд Ел Фата Азија - Тору Камикава - Шамсул Маидин Јужна Америка - Карлос Симон - Орасио Елисондо - Оскар Руис - Карлос Амарила - Жорж Ларионда | Европа - Масимо Бусака - Франк де Блекере - Валентин Иванов - Луис Канталехо Медина - Маркус Мерк - Лубош Михел - Грем Пол - Ерик Пулат - Роберто Росети Северна Америка, Средња Америка и Кариби - Марко Родригес - Бенито Арчунида |

## Стадиони
12 немачких градова је изабрано да угости најбоље светске фудбалске селекције. Приказани су седећи капацитети на стадионима. Многи од њих имају више места за гледаоце када се на њима одржавају утакмице немачке Бундеслиге.
| Град           | Стадион                | Клуб домаћин                | Капацитет | Карта |
| -------------- | ---------------------- | --------------------------- | --------- | --- |
| Берлин         | Олимпијски стадион     | Херта Берлин                | 76.176    | Берлин Дортмунд Франкфурт Гелзенкирхен Хамбург Хановер Кајзерслаутерн Келн Лајпциг Минхен Нирнберг Штутгарт |
| Дортмунд       | Сигнал Идуна парк      | Борусија Дортмунд           | 66.981    | Берлин Дортмунд Франкфурт Гелзенкирхен Хамбург Хановер Кајзерслаутерн Келн Лајпциг Минхен Нирнберг Штутгарт |
| Франкфурт      | Комерцбанк арена       | Ајнтрахт Франкфурт          | 48,132    | Берлин Дортмунд Франкфурт Гелзенкирхен Хамбург Хановер Кајзерслаутерн Келн Лајпциг Минхен Нирнберг Штутгарт |
| Гелзенкирхен   | Велтинс арена          | Шалке 04                    | 53.804    | Берлин Дортмунд Франкфурт Гелзенкирхен Хамбург Хановер Кајзерслаутерн Келн Лајпциг Минхен Нирнберг Штутгарт |
| Хамбург        | АОЛ арена              | Хамбургер                   | 51.055    | Берлин Дортмунд Франкфурт Гелзенкирхен Хамбург Хановер Кајзерслаутерн Келн Лајпциг Минхен Нирнберг Штутгарт |
| Хановер        | АВД арена              | Хановер 96                  | 44.652    | Берлин Дортмунд Франкфурт Гелзенкирхен Хамбург Хановер Кајзерслаутерн Келн Лајпциг Минхен Нирнберг Штутгарт |
| Кајзерслаутерн | Стадион Фриц Валтер    | ФК Кајзерслаутерн           | 41.170    | Берлин Дортмунд Франкфурт Гелзенкирхен Хамбург Хановер Кајзерслаутерн Келн Лајпциг Минхен Нирнберг Штутгарт |
| Келн           | Стадион Рајненергија   | ФК Келн                     | 46.120    | Берлин Дортмунд Франкфурт Гелзенкирхен Хамбург Хановер Кајзерслаутерн Келн Лајпциг Минхен Нирнберг Штутгарт |
| Лајпциг        | Централни стадион      | ФК Сашен Лајпциг            | 44.199    | Берлин Дортмунд Франкфурт Гелзенкирхен Хамбург Хановер Кајзерслаутерн Келн Лајпциг Минхен Нирнберг Штутгарт |
| Минхен         | Алијанц арена          | Бајерн Минхен и 1860 Минхен | 66.016    | Берлин Дортмунд Франкфурт Гелзенкирхен Хамбург Хановер Кајзерслаутерн Келн Лајпциг Минхен Нирнберг Штутгарт |
| Нирнберг       | Изи Кредит стадион     | Нирнберг                    | 41,926    | Берлин Дортмунд Франкфурт Гелзенкирхен Хамбург Хановер Кајзерслаутерн Келн Лајпциг Минхен Нирнберг Штутгарт |
| Штутгарт       | Готлиб Дајмлер стадион | Штутгарт                    | 54.267    | Берлин Дортмунд Франкфурт Гелзенкирхен Хамбург Хановер Кајзерслаутерн Келн Лајпциг Минхен Нирнберг Штутгарт |

- Гелзенкирхен
- Хамбург
- Келн
- Минхен
- Нирнберг
- Берлин
- Кајзерслаутерн
- Штутгарт
- Дортмунд

## Смештај
Репрезентације су смештане по целој Немачкој. У следећој табели можете видети у ком граду је која репрезентација била смештена.
| Репрезентација     | Град           | Савезна држава           | Репрезентација    | Град            | Савезна држава           |
| ------------------ | -------------- | ------------------------ | ----------------- | --------------- | ------------------------ |
| Ангола             | Целе           | Доња Саксонија           | Аргентина         | Херцогенаурах   | Баварска                 |
| Аустралија         | Цвајфлинген    | Баден-Виртемберг         | Бразил            | Кенигштајн      | Хесен                    |
| Гана               | Вирцбург       | Баварска                 | Еквадор           | Бад Кисинген    | Баварска                 |
| Енглеска           | Бил            | Баден-Виртемберг         | Иран              | Фридрихсхафен   | Баден-Виртемберг         |
| Италија            | Дуизбург       | Северна Рајна-Вестфалија | Јапан             | Бон             | Северна Рајна-Вестфалија |
| Јужна Кореја       | Бергиш Гладбах | Северна Рајна-Вестфалија | Костарика         | Валдорф         | Баден-Виртемберг         |
| Мексико            | Гетинген       | Доња Саксонија           | Немачка           | Берлин          | Берлин                   |
| Обала Слоноваче    | Нидеркасел     | Северна Рајна-Вестфалија | Парагвај          | Оберхахинг      | Баварска                 |
| Пољска             | Барсингхаусен  | Доња Саксонија           | Португалија       | Маријенфелд     | Северна Рајна-Вестфалија |
| Сједињене Државе   | Хамбург        | Хамбург                  | Саудијска Арабија | Бад Наухајм     | Хесен                    |
| Србија и Црна Гора | Билербек       | Северна Рајна-Вестфалија | Того              | Ванген им Алгау | Баден-Виртемберг         |
| Тринидад и Тобаго  | Ротембург      | Доња Саксонија           | Тунис             | Швајнфурт       | Баварска                 |
| Украјина           | Потцдам        | Бранденбург              | Француска         | Ерцен           | Доња Саксонија           |
| Холандија          | Хинтерцартен   | Баден-Виртемберг         | Хрватска          | Бад Брикенау    | Баварска                 |
| Чешка              | Вестербург     | Рајна-Палатинат          | Швајцарска        | Бад Бертрих     | Рајна-Палатинат          |
| Шведска            | Бремен         | Бремен                   | Шпанија           | Камен           | Северна Рајна-Вестфалија |
| Судије             | Ној Изенбург   | Хесен                    |                   |                 |                          |

## Такмичење по групама
| Група А Група Б Група Ц Група Д | Група Е Група Ф Група Г Група Х |

### Група А
|    | Табела групе А | И | Д | Н | И | ДГ | ПГ | ГР | Бод. |
| -- | -------------- | - | - | - | - | -- | -- | -- | ---- |
| 1. | Немачка        | 3 | 3 | 0 | 0 | 8  | 2  | +6 | 9    |
| 2. | Еквадор        | 3 | 2 | 0 | 1 | 5  | 3  | +2 | 6    |
| 3. | Пољска         | 3 | 1 | 0 | 2 | 2  | 4  | -2 | 3    |
| 4. | Костарика      | 3 | 0 | 0 | 3 | 3  | 9  | -6 | 0    |

| Немачка                              | 4:2    | Костарика       |
| ------------------------------------ | ------ | --------------- |
| Лам 6’ · Клосе 17’, 61’ · Фрингс 87’ | Детаљи | Ванчоп 12’, 73’ |

| Пољска       | 0:2    | Еквадор                   |
| ------------ | ------ | ------------------------- |
| Родригез 47’ | Детаљи | Тенорио 24’ · Делгадо 80’ |

| Немачка     | 1:0    | Пољска |
| ----------- | ------ | ------ |
| Невил 90+2’ | Детаљи |        |

| Еквадор                                    | 3:0    | Костарика |
| ------------------------------------------ | ------ | --------- |
| Тенорио 8’ · Делгадо 54’ · Кавиједес 90+2’ | Детаљи |           |

| Еквадор | 0:3    | Немачка                      |
| ------- | ------ | ---------------------------- |
|         | Детаљи | Клозе 4’, 44’ · Подолски 57’ |

| Костарика | 1:2    | Пољска           |
| --------- | ------ | ---------------- |
| Гомез 25’ | Детаљи | Босацки 33’, 66’ |

### Група Б
|    | Табела групе Б    | И | Д | Н | И | ДГ | ПГ | ГР | Бод. |
| -- | ----------------- | - | - | - | - | -- | -- | -- | ---- |
| 1. | Енглеска          | 3 | 2 | 1 | 0 | 5  | 2  | +3 | 7    |
| 2. | Шведска           | 3 | 1 | 2 | 0 | 3  | 2  | +1 | 5    |
| 3. | Парагвај          | 3 | 1 | 0 | 2 | 2  | 2  | 0  | 3    |
| 4. | Тринидад и Тобаго | 3 | 0 | 1 | 2 | 0  | 4  | -4 | 1    |

| Енглеска         | 1:0    | Парагвај |
| ---------------- | ------ | -------- |
| Гамара 39’ (аг.) | Детаљи |          |

| Тринидад и Тобаго | 0:0    | Шведска |
| ----------------- | ------ | ------- |
|                   | Детаљи |         |

| Енглеска                | 2:0    | Тринидад и Тобаго |
| ----------------------- | ------ | ----------------- |
| Круч 83’ · Џерард 90+1’ | Детаљи |                   |

| Шведска      | 1:0    | Парагвај |
| ------------ | ------ | -------- |
| Љунгберг 89’ | Детаљи |          |

| Шведска                | 2:2    | Енглеска             |
| ---------------------- | ------ | -------------------- |
| Албак 51’ · Ларсон 90’ | Детаљи | Кол 34’ · Џерард 85’ |

| Парагвај                     | 2:0    | Тринидад и Тобаго |
| ---------------------------- | ------ | ----------------- |
| Санчо 25’ (аг.) · Куевас 86’ | Детаљи |                   |

### Група Ц
|    | Табела групе Ц     | И | Д | Н | И | ДГ | ПГ | ГР | Бод. |
| -- | ------------------ | - | - | - | - | -- | -- | -- | ---- |
| 1. | Аргентина          | 3 | 2 | 1 | 0 | 8  | 1  | +7 | 7    |
| 2. | Холандија          | 3 | 2 | 1 | 0 | 3  | 1  | +2 | 7    |
| 3. | Обала Слоноваче    | 3 | 1 | 0 | 2 | 5  | 6  | -1 | 3    |
| 4. | Србија и Црна Гора | 3 | 0 | 0 | 3 | 2  | 10 | -8 | 0    |

| Аргентина                | 2:1    | Обала Слоноваче |
| ------------------------ | ------ | --------------- |
| Креспо 24’ · Савиола 38’ | Детаљи | Дрогба 82’      |

| Србија и Црна Гора | 0:1    | Холандија |
| ------------------ | ------ | --------- |
|                    | Детаљи | Робен 18’ |

| Аргентина                                                            | 6:0    | Србија и Црна Гора |
| -------------------------------------------------------------------- | ------ | ------------------ |
| Родригез 6’, 41’ · Камбијасо 31’ · Креспо 78’ · Тевез 84’ · Меси 88’ | Детаљи |                    |

| Холандија                         | 2:1    | Обала Слоноваче |
| --------------------------------- | ------ | --------------- |
| ван Перси 23’ · ван Нистелрој 27’ | Детаљи | Б. Кон 38’      |

| Холандија | 0:0    | Аргентина |
| --------- | ------ | --------- |
|           | Детаљи |           |

| Обала Слоноваче                          | 3:2    | Србија и Црна Гора   |
| ---------------------------------------- | ------ | -------------------- |
| Диндан 37’ (пен.), 67’ · Калу 86’ (пен.) | Детаљи | Жигић 10’ · Илић 20’ |

### Група Д
|    | Табела групе Д | И | Д | Н | И | ДГ | ПГ | ГР | Бод. |
| -- | -------------- | - | - | - | - | -- | -- | -- | ---- |
| 1. | Португал       | 3 | 3 | 0 | 0 | 5  | 1  | +4 | 9    |
| 2. | Мексико        | 3 | 1 | 1 | 1 | 4  | 3  | +1 | 4    |
| 3. | Ангола         | 3 | 0 | 2 | 1 | 1  | 2  | -1 | 2    |
| 4. | Иран           | 3 | 0 | 1 | 2 | 2  | 6  | -4 | 1    |

| Мексико                   | 3:1    | Иран            |
| ------------------------- | ------ | --------------- |
| Браво 28’, 76’ · Зиња 79’ | Детаљи | Голмохамади 36’ |

| Ангола | 0:1    | Португал   |
| ------ | ------ | ---------- |
|        | Детаљи | Паулета 4’ |

| Мексико | 0:0    | Ангола |
| ------- | ------ | ------ |
|         | Детаљи |        |

| Португал                      | 2:0    | Иран |
| ----------------------------- | ------ | ---- |
| Деко 63’ · Роналдо 80’ (пен.) | Детаљи |      |

| Португал                     | 2:1    | Мексико     |
| ---------------------------- | ------ | ----------- |
| Манише 6’ · Симао 24’ (пен.) | Детаљи | Фонсека 29’ |

| Иран              | 1:1    | Ангола     |
| ----------------- | ------ | ---------- |
| Бактијаризаде 75’ | Детаљи | Флавио 60’ |

### Група Е
|    | Табела групе Е   | И | Д | Н | И | ДГ | ПГ | ГР | Бод. |
| -- | ---------------- | - | - | - | - | -- | -- | -- | ---- |
| 1. | Италија          | 3 | 2 | 1 | 0 | 5  | 1  | +4 | 7    |
| 2. | Гана             | 3 | 2 | 0 | 1 | 4  | 3  | +1 | 6    |
| 3. | Чешка            | 3 | 1 | 0 | 2 | 3  | 4  | -1 | 3    |
| 4. | Сједињене Државе | 3 | 0 | 1 | 2 | 2  | 6  | -4 | 1    |

| Сједињене Државе | 0:3    | Чешка                       |
| ---------------- | ------ | --------------------------- |
|                  | Детаљи | Колер 5’ · Росицки 36’, 76’ |

| Италија                  | 2:0    | Гана |
| ------------------------ | ------ | ---- |
| Клозе 40’ · Ијакинта 83’ | Детаљи |      |

| Чешка | 0:2    | Гана                   |
| ----- | ------ | ---------------------- |
|       | Детаљи | Жијан 2’ · Мунтари 82’ |

| Италија       | 1:1    | Сједињене Државе  |
| ------------- | ------ | ----------------- |
| Ђилардино 22’ | Детаљи | Закардо 27’ (аг.) |

| Чешка | 0:2    | Италија                   |
| ----- | ------ | ------------------------- |
|       | Детаљи | Матераци 26’ · Инзаги 87’ |

| Гана                      | 2:1    | Сједињене Државе |
| ------------------------- | ------ | ---------------- |
| Драмани 22’ · Апија 45+2’ | Детаљи | Демпси 43’       |

### Група Ф
|    | Табела групе Ф | И | Д | Н | И | ДГ | ПГ | ГР | Бод. |
| -- | -------------- | - | - | - | - | -- | -- | -- | ---- |
| 1. | Бразил         | 3 | 3 | 0 | 0 | 7  | 1  | +6 | 9    |
| 2. | Аустралија     | 3 | 1 | 1 | 1 | 5  | 5  | 0  | 4    |
| 3. | Хрватска       | 3 | 0 | 2 | 1 | 2  | 3  | -1 | 2    |
| 4. | Јапан          | 3 | 0 | 1 | 2 | 2  | 7  | -5 | 1    |

| Аустралија                     | 3:1    | Јапан        |
| ------------------------------ | ------ | ------------ |
| Кахил 84’, 89’ · Алоизи 90'+2’ | Детаљи | Накамура 26’ |

| Бразил   | 1:0    | Хрватска |
| -------- | ------ | -------- |
| Кака 44’ | Детаљи |          |

| Јапан | 0:0    | Хрватска |
| ----- | ------ | -------- |
|       | Детаљи |          |

| Бразил                  | 2:0    | Аустралија |
| ----------------------- | ------ | ---------- |
| Адријано 49’ · Фред 90’ | Детаљи |            |

| Јапан      | 1:4    | Бразил                                          |
| ---------- | ------ | ----------------------------------------------- |
| Тамада 34’ | Детаљи | Роналдо 45'+1’, 81’ · Жунињо 53’ · Жилберто 59’ |

| Хрватска            | 2:2    | Аустралија                 |
| ------------------- | ------ | -------------------------- |
| Срна 2’ · Ковач 56’ | Детаљи | Мур 38’ (пен.) · Кјуел 79’ |

### Група Г
|    | Табела групе Г | И | Д | Н | И | ДГ | ПГ | ГР | Бод. |
| -- | -------------- | - | - | - | - | -- | -- | -- | ---- |
| 1. | Швајцарска     | 3 | 2 | 1 | 0 | 4  | 0  | +4 | 7    |
| 2. | Француска      | 3 | 1 | 2 | 0 | 3  | 1  | +2 | 5    |
| 3. | Јужна Кореја   | 3 | 1 | 1 | 1 | 3  | 4  | -1 | 4    |
| 4. | Того           | 3 | 0 | 0 | 3 | 1  | 6  | -5 | 0    |

| Јужна Кореја                     | 2:1    | Того           |
| -------------------------------- | ------ | -------------- |
| Ли Чун-со 54’ · Ан Јунг-хван 72’ | Детаљи | Шериф-Туре 31’ |

| Француска | 0:0    | Швајцарска |
| --------- | ------ | ---------- |
|           | Детаљи |            |

| Француска | 1:1    | Јужна Кореја     |
| --------- | ------ | ---------------- |
| Анри 9’   | Детаљи | Парк Ји-Сунг 81’ |

| Того | 0:2    | Швајцарска             |
| ---- | ------ | ---------------------- |
|      | Детаљи | Фрај 16’ · Барнета 88’ |

| Того | 0:2    | Француска             |
| ---- | ------ | --------------------- |
|      | Детаљи | Вијера 55’ · Анри 61’ |

| Швајцарска              | 2:0    | Јужна Кореја |
| ----------------------- | ------ | ------------ |
| Сендерос 23’ · Фрај 77’ | Детаљи |              |

### Група Х
|    | Табела групе Х    | И | Д | Н | И | ДГ | ПГ | ГР | Бод. |
| -- | ----------------- | - | - | - | - | -- | -- | -- | ---- |
| 1. | Шпанија           | 3 | 3 | 0 | 0 | 8  | 1  | +7 | 9    |
| 2. | Украјина          | 3 | 2 | 0 | 1 | 5  | 4  | +1 | 6    |
| 3. | Тунис             | 3 | 0 | 1 | 2 | 3  | 6  | -3 | 1    |
| 4. | Саудијска Арабија | 3 | 0 | 1 | 2 | 2  | 7  | -4 | 1    |

| Шпанија                                       | 4:0    | Украјина |
| --------------------------------------------- | ------ | -------- |
| Алонсо 13’ · Виља 17’, 48’ (пен.) · Торес 81’ | Детаљи |          |

| Тунис                    | 2:2    | Саудијска Арабија            |
| ------------------------ | ------ | ---------------------------- |
| Џазири 23’ · Џахди 90+3’ | Детаљи | Ал-Катани 57’ · Ал-Џабер 84’ |

| Саудијска Арабија | 0:4    | Украјина                                               |
| ----------------- | ------ | ------------------------------------------------------ |
|                   | Детаљи | Русол 4’ · Ребров 36’ · Шевченко 46’ · Калињиченко 84’ |

| Шпанија                          | 3:1    | Тунис    |
| -------------------------------- | ------ | -------- |
| Раул 71’ · Торес 76’, 90’ (пен.) | Детаљи | Мнари 8’ |

| Саудијска Арабија | 0:1    | Шпанија     |
| ----------------- | ------ | ----------- |
|                   | Детаљи | Хуанито 36’ |

| Украјина            | 1:0    | Тунис |
| ------------------- | ------ | ----- |
| Шевченко 70’ (пен.) | Детаљи |       |

## Елиминациона фаза
|  | Осмина финала            | Осмина финала         |                    |       | Четвртфинале | Четвртфинале |                   |                   | Полуфинале | Полуфинале |  |  | Финале | Финале |
|  |                          |                       |                    |       |              |              |                   |                   |            |            |  |  |        |        |
|  | 24. јун - Минхен         |                       |                    |       |              |              |                   |                   |            |            |  |  |        |        |
|  |                          |                       |                    |       |              |              |                   |                   |            |            |  |  |        |        |
|  | Немачка                  | 2                     |                    |       |              |              |                   |                   |            |            |  |  |        |        |
|  | Немачка                  | 2                     | 30. јун - Берлин   |       |              |              |                   |                   |            |            |  |  |        |        |
|  | Шведска                  | 0                     |                    |       |              |              |                   |                   |            |            |  |  |        |        |
|  | Шведска                  | 0                     | Немачка (пен.)     | 1 (4) |              |              |                   |                   |            |            |  |  |        |        |
|  | 24. јун - Лајпциг        |                       | Немачка (пен.)     | 1 (4) |              |              |                   |                   |            |            |  |  |        |        |
|  |                          | Аргентина             | 1 (2)              |       |              |              |                   |                   |            |            |  |  |        |        |
|  | Аргентина (про.)         | Аргентина             | 1 (2)              | 2     |              |              |                   |                   |            |            |  |  |        |        |
|  | Аргентина (про.)         |                       | 4. јул - Дортмунд  | 2     |              |              |                   |                   |            |            |  |  |        |        |
|  | Мексико                  | 1                     |                    |       |              |              |                   |                   |            |            |  |  |        |        |
|  | Мексико                  | 1                     | Немачка            | 0     |              |              |                   |                   |            |            |  |  |        |        |
|  | 26. јун - Кајзерслаутерн |                       | Немачка            | 0     |              |              |                   |                   |            |            |  |  |        |        |
|  |                          | Италија (про.)        | 2                  |       |              |              |                   |                   |            |            |  |  |        |        |
|  | Италија                  | Италија (про.)        | 2                  | 1     |              |              |                   |                   |            |            |  |  |        |        |
|  | Италија                  | 30. јун - Хамбург     |                    | 1     |              |              |                   |                   |            |            |  |  |        |        |
|  | Аустралија               | 0                     |                    |       |              |              |                   |                   |            |            |  |  |        |        |
|  | Аустралија               | 0                     | Италија            | 3     |              |              |                   |                   |            |            |  |  |        |        |
|  | 26. јун - Келн           |                       | Италија            | 3     |              |              |                   |                   |            |            |  |  |        |        |
|  |                          | Украјина              | 0                  |       |              |              |                   |                   |            |            |  |  |        |        |
|  | Швајцарска               | Украјина              | 0                  | 0 (0) |              |              |                   |                   |            |            |  |  |        |        |
|  | Швајцарска               |                       | 9. јул - Берлин    | 0 (0) |              |              |                   |                   |            |            |  |  |        |        |
|  | Украјина (пен.)          | 0 (3)                 |                    |       |              |              |                   |                   |            |            |  |  |        |        |
|  | Украјина (пен.)          | 0 (3)                 | Италија (пен.)     | 1 (5) |              |              |                   |                   |            |            |  |  |        |        |
|  | 25. јун - Штутгарт       |                       | Италија (пен.)     | 1 (5) |              |              |                   |                   |            |            |  |  |        |        |
|  |                          | Француска             | 1 (3)              |       |              |              |                   |                   |            |            |  |  |        |        |
|  | Енглеска                 | Француска             | 1 (3)              | 1     |              |              |                   |                   |            |            |  |  |        |        |
|  | Енглеска                 | 1. јул - Гелзенкирхен |                    | 1     |              |              |                   |                   |            |            |  |  |        |        |
|  | Еквадор                  | 0                     |                    |       |              |              |                   |                   |            |            |  |  |        |        |
|  | Еквадор                  | 0                     | Енглеска           | 0 (1) |              |              |                   |                   |            |            |  |  |        |        |
|  | 25. јун - Нирнберг       |                       | Енглеска           | 0 (1) |              |              |                   |                   |            |            |  |  |        |        |
|  |                          | Португалија (пен.)    | 0 (3)              |       |              |              |                   |                   |            |            |  |  |        |        |
|  | Португалија              | Португалија (пен.)    | 0 (3)              | 1     |              |              |                   |                   |            |            |  |  |        |        |
|  | Португалија              |                       | 5. јул - Минхен    | 1     |              |              |                   |                   |            |            |  |  |        |        |
|  | Холандија                | 0                     |                    |       |              |              |                   |                   |            |            |  |  |        |        |
|  | Холандија                | 0                     | Португалија        | 0     |              |              |                   |                   |            |            |  |  |        |        |
|  | 27. јун - Дортмунд       |                       | Португалија        | 0     |              |              |                   |                   |            |            |  |  |        |        |
|  |                          | Француска             | 1                  |       | Треће место  | Треће место  |                   |                   |            |            |  |  |        |        |
|  | Бразил                   | Француска             | 1                  | 3     | Треће место  | Треће место  |                   |                   |            |            |  |  |        |        |
|  | Бразил                   | 1. јул - Франкфурт    | 1. јул - Франкфурт | 3     |              |              | 8. јул - Штутгарт | 8. јул - Штутгарт |            |            |  |  |        |        |
|  | Гана                     | 1. јул - Франкфурт    | 1. јул - Франкфурт | 0     |              |              | 8. јул - Штутгарт | 8. јул - Штутгарт |            |            |  |  |        |        |
|  | Гана                     | Бразил                | 0                  | 0     | Немачка      | 3            |                   |                   |            |            |  |  |        |        |
|  | 27. јун - Хановер        | Бразил                | 0                  |       | Немачка      | 3            |                   |                   |            |            |  |  |        |        |
|  |                          | Француска             | 1                  |       | Португалија  | 1            |                   |                   |            |            |  |  |        |        |
|  | Шпанија                  | Француска             | 1                  | 1     | Португалија  | 1            |                   |                   |            |            |  |  |        |        |
|  | Шпанија                  |                       |                    | 1     |              |              |                   |                   |            |            |  |  |        |        |
|  | Француска                | 3                     |                    |       |              |              |                   |                   |            |            |  |  |        |        |
|  | Француска                | 3                     |                    |       |              |              |                   |                   |            |            |  |  |        |        |

### Осмина финала
| Немачка          | 2:0    | Шведска |
| ---------------- | ------ | ------- |
| Подолски 4’, 12’ | Детаљи |         |

| Аргентина                 | 2:1 (про.) | Мексико   |
| ------------------------- | ---------- | --------- |
| Креспо 10’ · Родригез 98’ | Детаљи     | Маркез 4’ |

| Енглеска  | 1:0    | Еквадор |
| --------- | ------ | ------- |
| Бекам 60’ | Детаљи |         |

| Португал   | 1:0    | Холандија |
| ---------- | ------ | --------- |
| Манише 23’ | Детаљи |           |

| Италија           | 1:0    | Аустралија |
| ----------------- | ------ | ---------- |
| Тоти 90+5’ (пен.) | Детаљи |            |

| Швајцарска              | 0:0 (прод.) | Украјина                             |
| ----------------------- | ----------- | ------------------------------------ |
|                         | Детаљи      |                                      |
| Пенали                  |             |                                      |
| Штрелер Барнета Кабанас | 0:3         | Шевченко · Милевски · Ребров · Гусев |

| Бразил                                       | 3:0    | Гана       |
| -------------------------------------------- | ------ | ---------- |
| Роналдо 5’ · Адријано 45+1’ · Зе Роберто 84’ | Детаљи | Давала 12’ |

| Шпанија         | 1:3    | Француска                            |
| --------------- | ------ | ------------------------------------ |
| Виља 28’ (пен.) | Детаљи | Рибери 41’ · Виера 83’ · Зидан 90+2’ |

### Четвртфинале
| Немачка                             | 1:1 (прод.) | Аргентина                          |
| ----------------------------------- | ----------- | ---------------------------------- |
| Клосе 80’                           | Детаљи      | Ајала 49’                          |
| Пенали                              |             |                                    |
| Невил · Балак · Подолски · Боровски | 4:2         | Круз · Ајала · Родригез · Камбјасо |

| Италија                     | 3:0    | Украјина |
| --------------------------- | ------ | -------- |
| Замброта 6’ · Тони 59’, 69’ | Детаљи |          |

| Енглеска                              | 0:0 (прод.) | Португал                                   |
| ------------------------------------- | ----------- | ------------------------------------------ |
|                                       | Детаљи      |                                            |
| Пенали                                |             |                                            |
| Лампард · Харгревз · Џерард · Карагер | 1:3         | Симао · Вијана · Петит · Постига · Роналдо |

| Бразил | 0:1    | Француска |
| ------ | ------ | --------- |
|        | Детаљи | Анри 57’  |

### Полуфинале
| Немачка | 0:2 (прод.) | Италија                       |
| ------- | ----------- | ----------------------------- |
|         | Детаљи      | Гросо 119’ · Дел Пјеро 120+1’ |

| Португал | 0:1    | Француска        |
| -------- | ------ | ---------------- |
|          | Детаљи | Зидан 33’ (пен.) |

### За 3. место
| Немачка                                 | 3:1    | Португал       |
| --------------------------------------- | ------ | -------------- |
| Швајнштајгер 56’, 78’ · Петит 60’ (аг.) | Детаљи | Нуно Гомес 88’ |

### Финале
| Италија                                        | 1:1 (прод.) | Француска                         |
| ---------------------------------------------- | ----------- | --------------------------------- |
| Матераци 19’                                   | Детаљи      | Зидан 7’ (пен.)                   |
| Пенали                                         |             |                                   |
| Пирло · Матераци · Де Роси · Дел Пјеро · Гросо | 5:3         | Вилтор · Трезеге · Абидал · Сањол |

## Најбољи стрелац
Немац Мирослав Клозе је са 5 голова био најбољи стрелац у току првенства и због тога је добио награду за најбољег стрелца - златну копачку.
5 голова
- Мирослав Клозе

3 гола
- Ернан Креспо
- Макси Родригез
- Роналдо
- Тијери Анри
- Зинедин Зидан
- Лукас Подолски
- Давид Виља
- Фернандо Торес

Потпуни списак стрелаца можете видети на Стрелци у току фудбалског првенства у фудбалу 2006.

## Награде
| Победник светског првенства 2006. |
| Италија Четврта титула            |

| Добитник златне копачке: | Добитник златне лопте: | Добитник Јашин награде: | Најбољи млади играч: | Добитник ФИФА фер плеј пехара: | Најзанимљива екипа: |
| ------------------------ | ---------------------- | ----------------------- | -------------------- | ------------------------------ | ------------------- |
| Мирослав Клозе           | Зинедин Зидан          | Ђанлуиђи Буфон          | Лукас Подолски       | Бразил Шпанија                 | Португал            |

### Најбољи тим
ФИФА је 7. јула 2006. објавила списак најбољег тима завршног турнира:
| Голман                                    | Одбрана                                                                                        | Средина                                                                                              | Нападачи                                                         |
| ----------------------------------------- | ---------------------------------------------------------------------------------------------- | --- | ---------------------------------------------------------------- |
| Јенс Леман Рикардо Переира Ђанлуиђи Буфон | Роберто Ајала Фабио Канаваро Рикардо Карваљо Филип Лам Џон Тери Лилијан Тирам Ђанлука Замброта | Михаел Балак Луис Фиго Нуно Манише Зе Роберто Андреа Пирло Ћенаро Гатузо Зинедин Зидан Патрик Вијера | Ернан Креспо Тијери Анри Мирослав Клосе Лука Тони Франческо Тоти |

## Коначни пласман учесника
| Прво место Друго место Треће место Четврто место | Од 5. до 8. места Од 9. до 16. места Од 17. до 32. места |

| Поз                         | Тим                | Г | ИГ | П | Н | И | ГД | ГП | ГР  | Бод. |
| --------------------------- | ------------------ | - | -- | - | - | - | -- | -- | --- | ---- |
| Финале                      |                    |   |    |   |   |   |    |    |     |      |
| 1                           | Италија            | Е | 7  | 5 | 2 | 0 | 12 | 2  | +10 | 17   |
| 2                           | Француска          | Г | 7  | 4 | 3 | 0 | 9  | 3  | +6  | 15   |
| Елиминисани у полуфиналу    |                    |   |    |   |   |   |    |    |     |      |
| 3                           | Немачка            | А | 7  | 5 | 1 | 1 | 14 | 6  | +8  | 16   |
| 4                           | Португал           | Д | 7  | 4 | 1 | 2 | 7  | 5  | +2  | 13   |
| Елиминисани у четвртфиналу  |                    |   |    |   |   |   |    |    |     |      |
| 5                           | Бразил             | Ф | 5  | 4 | 0 | 1 | 10 | 2  | +8  | 12   |
| 6                           | Аргентина          | Ц | 5  | 3 | 2 | 0 | 11 | 3  | +8  | 11   |
| 7                           | Енглеска           | Б | 5  | 3 | 2 | 0 | 6  | 2  | +4  | 11   |
| 8                           | Украјина           | Х | 5  | 2 | 1 | 2 | 5  | 7  | -2  | 7    |
| Елиминисани у осмини финала |                    |   |    |   |   |   |    |    |     |      |
| 9                           | Шпанија            | Х | 4  | 3 | 0 | 1 | 9  | 4  | +5  | 9    |
| 10                          | Швајцарска         | Г | 4  | 2 | 2 | 0 | 4  | 0  | +4  | 8    |
| 11                          | Холандија          | Ц | 4  | 2 | 1 | 1 | 3  | 2  | +1  | 7    |
| 12                          | Еквадор            | А | 4  | 2 | 0 | 2 | 5  | 4  | +1  | 6    |
| 13                          | Гана               | Е | 4  | 2 | 0 | 2 | 4  | 6  | -2  | 6    |
| 14                          | Шведска            | Б | 4  | 1 | 2 | 1 | 3  | 4  | -1  | 5    |
| 15                          | Мексико            | Д | 4  | 1 | 1 | 2 | 5  | 5  | 0   | 4    |
| 16                          | Аустралија         | Ф | 4  | 1 | 1 | 2 | 5  | 6  | -1  | 4    |
| Елиминисани у групној фази  |                    |   |    |   |   |   |    |    |     |      |
| 17                          | Јужна Кореја       | Г | 3  | 1 | 1 | 1 | 3  | 4  | -1  | 4    |
| 18                          | Парагвај           | Б | 3  | 1 | 0 | 2 | 2  | 2  | 0   | 3    |
| 19                          | Обала Слоноваче    | Ц | 3  | 1 | 0 | 2 | 5  | 6  | -1  | 3    |
| 20                          | Чешка              | Е | 3  | 1 | 0 | 2 | 3  | 4  | -1  | 3    |
| 21                          | Пољска             | А | 3  | 1 | 0 | 2 | 2  | 4  | -2  | 3    |
| 22                          | Хрватска           | Ф | 3  | 0 | 2 | 1 | 2  | 3  | -1  | 2    |
| 23                          | Ангола             | Д | 3  | 0 | 2 | 1 | 1  | 2  | -1  | 2    |
| 24                          | Тунис              | Х | 3  | 0 | 1 | 2 | 3  | 6  | -3  | 1    |
| 25                          | Иран               | Д | 3  | 0 | 1 | 2 | 2  | 6  | -4  | 1    |
| 26                          | Сједињене Државе   | Е | 3  | 0 | 1 | 2 | 2  | 6  | -4  | 1    |
| 27                          | Тринидад и Тобаго  | Б | 3  | 0 | 1 | 2 | 0  | 4  | -4  | 1    |
| 28                          | Јапан              | Ф | 3  | 0 | 1 | 2 | 2  | 7  | -5  | 1    |
| 29                          | Саудијска Арабија  | Х | 3  | 0 | 1 | 2 | 2  | 7  | -5  | 1    |
| 30                          | Того               | Г | 3  | 0 | 0 | 3 | 1  | 6  | -5  | 0    |
| 31                          | Костарика          | А | 3  | 0 | 0 | 3 | 3  | 9  | -6  | 0    |
| 32                          | Србија и Црна Гора | Ц | 3  | 0 | 0 | 3 | 2  | 10 | -8  | 0    |

## Званични спонзори
| - Адидас - Бадвајсер - Аваја - Кока-кола - Континентал АГ | - Немачка телеком - Емирати - Фуџи филм - Жилет - Хјундаји | - Мастеркард - Мекдоналдс - Филипс - Тошиба - Јаху! |